# Lawson (banda)
Lawson (anteriormente conhecida como The Grove), é uma banda britânica de pop-rock. A banda é formada por Andy Brown, Adam Pitts, Joel Peat e Ryan Fletcher, naturais de Liverpool, Brighton, Nottingham e Sheffield respectivamente. A banda baseia-se principalmente em Londres. O álbum de estréia, Chapman Square, foi lançando dia 22 de Outubro de 2012 e alcançou o 4° lugar nas tabelas, e já lançaram 4 singles: When She Was Mine, Taking Over Me, Standing In The Dark e Learn To Love Again. O nome “Lawson” vem do Dr. David Lawson, médico que salvou a vida do vocalista Andy Brown, que sofreu de um tumor no cérebro quando tinha 19 anos.

## Discografia
Álbuns de estúdio
- 2012: Chapman Square
- 2013: Chapman Square Chapter II

Singles
- 2012: When She Was Mine
- 2012: Taking Over Me
- 2012: Standing in the Dark
- 2012: Learn to Love Again
- 2013: Brokenhearted featuring B.o.B
- 2013: Juliet
- 2015: Roads
- 2015: Under the Sun
- 2015: We Are Kings
- 2016: Money